# Джон Лінч Філліпс
Джон Лінч Філліпс (англ. John Lynch Phillips) — американський астронавт НАСА, бортінженер, доктор наук (геодезія), капітан ВМС США. 404-й астронавт світу, 255-й астронавт США.
Здійснив 3 польоти (STS-100 (2001), Союз ТМА-6 (2005), STS-119 (2009)) загальною тривалістю 203 доби 17 годин 23 хв. Брав участь у місії МКС-11 (15 квітня 2005 — 11 жовтня 2005), під час якої здійснив вихід у відкритий космос (18 серпня, з 19:02 по 23:59) спільно з Сергієм Крикальовим загальною тривалістю 4 години 58 хвилин.

## Освіта
- У 1966 році закінчив середню школу в Скоттсдейл, штат Аризона.
- У 1972 році здобув два ступені бакалавра — з математики та російської мови в Академії ВМС США.
- Перебував на військовій службі у ВМС США з 1972 по 1982 роки.
- У 1974 році здобув ступінь магістра з аеронавтики в Університеті Західної Флориди.
- У 1984 році здобув ступінь магістра з геодезії в Каліфорнійському університеті, а в 1987 році в тому ж університеті здобув звання доктора наук з геодезії.

## Військова служба
З 1972 — на дійсній службі у ВМС США. Після закінчення курсів пілотів морської авіації в листопада 1974 року отримав кваліфікацію пілота ВМС. Пройшов підготовку до пілотування A-7 Corsair на авіаційній базі ВМС США «Лемур» (англ. Naval Air Station Lemoore) в Каліфорнії. Служив у 155-й штурмовій ескадрильї (Attack Squadron 155). У складі ескадрильї брав участь у бойових походах на борту авіаносців ВМС США USS Oriskany і USS Roosevelt. Служив у вербувальному пункті в місті Олбані (Albany), штат Нью-Йорк. Служив на авіаційній базі ВМС США Норд-Айленд (англ. Naval Air Station North Island) в Каліфорнії, де літав на літаку CT-39 Sabreliner. Загальний наліт становить понад 4400 годин. Виконав 250 посадок на авіаносець. Пішов у резерв з дійсної військової служби в 1982 році.

## Професійна діяльність
Брав участь в обробці даних АМС «Піонер-Венера» (Pioneer-Venus). З 1989 року працював дослідником в Лос-Аламоській національній лабораторії (Los Alamos National Laboratory) в Нью-Мексико. У 1993—1996 роках був науковим керівником експерименту по сонячному вітру і плазмі на АМС «Улісс» (Ulysses).

## Космічна підготовка
Подавав заяву в загін астронавтів у 1994 році, під час 15-го набору НАСА і був серед 122 фіналістів. Проходив медичне обстеження і співбесіду в центрі Джонсона з 26 червня 1994 (у складі 1-ї групи кандидатів), але відібраний не був.
1 травня 1996 відібраний як кандидат в астронавти 16-го набору НАСА. Пройшов дворічний курс загальної підготовки. По закінченні її отримав кваліфікацію спеціаліста польоту і призначення в Відділ астронавтів НАСА.

## Космічні польоти

### Перший політ
З 19 квітня по 1 травня 2001 року як спеціаліст польоту в екіпажі шаттла «Ендевор» STS-100. Основне завдання польоту — доставка на МКС різних вантажів в італійському модулі постачання «Рафаелло». Тривалість польоту склала 11 діб 21 годину 31 хвилину.

### Другий політ
Стартував 15 квітня 2005 як бортінженер екіпажу 11-ї основної експедиції МКС (МКС-11) і бортінженер-2 корабля «Союз ТМА-6» (11Ф732 № 216). Стикування зі станцією відбулася 17 квітня 2005 року о 6:20 мск. У 8:46 мск екіпаж перейшов на борт станції. Під час польоту вперше в історії виступив на слуханнях Конгресу, перебуваючи на космічній станції. Слухання пройшли в підкомітеті Конгресу з космонавтики і аеронавтики, були присвячені реформам в НАСА і роботі США у проєкті МКС.

### Третій політ
Стартував 15 березня 2009 року в 23:43:44 UTC (16 березня 2:43:44 мск) як фахівець польоту шаттла «Діскавері» STS-119. Стикування з МКС виконана 17 березня 2009 року в 21:19:53 UTC (18 березня в 00:19:53 мск). 25 березня 2009 в 19:53:44 UTC (22:53:44 мск) шаттл «Діскавері» відстикувався від МКС і вирушив в автономний політ. Посадка була проведена 28 березня на посадкову смугу 15 (Runway 15) космодрому на мисі Канаверал у Флориді. Задні колеса шаттла торкнулися посадкової смуги 28 березня 2009 в 19:13:25 UTC (22:13:25 мск), переднє колесо — в 19:13:40 UTC (22:13:40 мск). Повністю шаттл зупинився в 19:14:45 UTC (22:14:45 мск).
Тривалість польоту склала 12 діб 19 годин 29 хвилин 41 секунду.

## Завершення кар'єри в НАСА
У січні 2011 року з'явилося повідомлення про його переведення в категорію астронавтів-менеджерів і перехід на роботу в Центр космічних досліджень ім. Джонсона (Lyndon B. Johnson Space Center) в Техасі. У серпні 2011 року пішов з НАСА і покинув категорію астронавтів-менеджерів (пресреліз НАСА J11-018 від 03.08.11).